# 阿尔弗雷德·布洛克
阿尔弗雷德·布洛克（法語：Alfred Bloch，1877年—？），法国男子足球运动员，司职中场。他曾代表法国俱乐部队参加1900年夏季奥林匹克运动会足球比赛，获得一枚银牌。